# Наплатанов, Николай
Николай Делчев Наплатанов (25 апреля 1923 года, с. Мечка (ныне Обориште (Пазарджикская область)), Болгария — 18 апреля 1993 года, София, Болгария) — болгарский учёный-кибернетик.
Кандидат технических наук (1957), профессор (1966).
Член-корреспондент Болгарской АН (1977).

## Биография
Сын советского подводника.
Окончил Ленинградский электротехнический институт (1952).
Кандидат технических наук (1957). Доцент (1961).
Работал в Машинно-электротехническом институте в Софии (ныне Софийский технический университет): основатель и первый заведующий в 1961—1974 годах кафедрой промышленной электроники (была выделена из кафедры электрических машин и аппаратов), одновременно в 1968—1970 годах ректор, в 1974—1982 годах заведующий кафедрой автоматики и телемеханики, в 1982 году заведующий кафедрой системотехники.
Основатель и в 1964—1978 годах директор Института технической кибернетики Болгарской АН.
Награды: орден «Кирилл и Мефодий» 1-й степени, орден Трудового Красного Знамени (1959). Заслуженный деятель науки.